# 구리 아차산 삼층석탑
구리 아차산 삼층석탑(九里 峨且山 三層石塔)은 대한민국 경기도 구리시 아천동, 아차산에 있는 고려시대의 삼층석탑이다. 2007년 9월 3일 경기도의 유형문화재 제205호로 지정되었다.

## 개요
석탑은 1952년 붕괴되었던 것을 1996년 주변에 산재한 부재들을 모아 복원하였다. 해발 약 180미터 지점의 넓은 암반위에 위치하며, 가람의 한 요소이기보다는 석탑 자체가 독립적인 요소로 가람과는 별도의 장소에 위치하고 있으며, 간략화된 기단부와 탑신부의 치석과 결구수법, 옥개석의 치석수법 등으로 보아 고려 전기에 건립된 것으로 보인다. 석탑은 기단부와 탑신부의 형식과 양식, 결구수법 등이 고려 전기에 충청과 전라도 지방을 중심으로 일시적으로 성행한 소위 백제계 석탑양식을 보이고 있다. 특히 간략화된 기단부의 결구수법, 옥개석에서 받침부의 치석수법 등은 백제계 석탑들과 강한 친연성을 보이고 있어 백제계 석탑양식의 전파경로와 범위를 파악하는데 유용하여 유형문화재로 지정하였다.

## 참고 문헌
- 구리 아차산3층석탑 - 국가유산청 국가유산포털